# Plantago
Genre
Plantago est un genre de plantes herbacées de la famille des Plantaginaceae, celle des plantains véritables, qui comprend quelque 200 espèces.
On trouve les plantains tout autour du monde, dans de très nombreux habitats différents, humides et secs, alpins et côtiers, et y compris au sein des villes et le long des routes.

## Étymologie
Le nom de genre Plantago vient du latin planta, « plante des pieds » et ago « je pousse », en raison de la forme des feuilles planes et larges de certaines espèces qui reposent à plat sur le sol, évoquant la plante des pieds. Une autre interprétation est que les plantains se trouvent en abondance dans les milieux piétinés.

## Description
Ce sont des petites plantes herbacées discrètes, dont la plupart sont piétinables : sur un sentier non endurci, elles développent leur croissance vers le milieu au détriment des autres plantes et herbes qui finissent par succomber au piétinement. Cette résistance au piétinement est surtout due à leurs feuilles épaisses, élastiques, fibreuses, et plaquées au sol (d'où leur emploi comme « plante des coups » selon la théorie des signatures). Elles résistent bien aussi au compactage du sol, ce qui les prédispose à coloniser toutes sortes de milieux piétinés et ensoleillés (pelouses urbaines, interstices de trottoirs, pieds des murs, allées et chemins, prairies, talus ras, quais de gare).
La plupart des espèces d'Europe occidentale ont des feuilles étroites disposées en rosette, avec 3 à 5 nervures parallèles qui divergent sur la partie large de la feuille et qui sont en surépaisseurs sur le dessous de la feuille, ce qui permet de les distinguer des gentianes jaune ou du vérâtre.
Les inflorescences (épis) se trouvent à l'extrémité de longues tiges de 5 à 40 cm. Les fleurs à pollinisation anémophile donnent naissance à des milliers de graines minuscules.

## Écologie

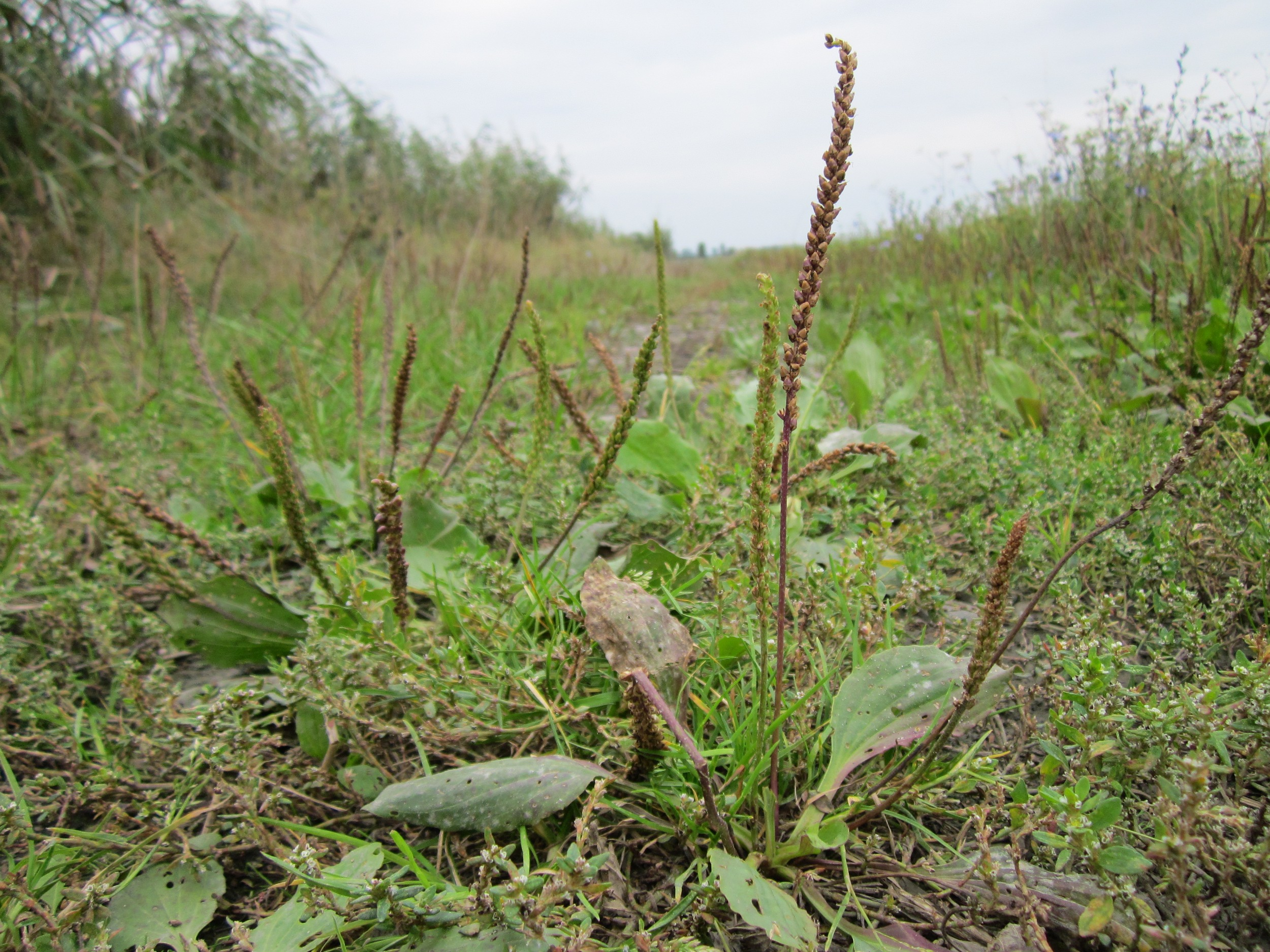
Cortège de plantes rudérales résistantes au stress mécanique grâce, pro parte, à une rosette (grand plantain), une touffe (pâturin annuel), des tiges traçantes (Renouée des oiseaux).

Les plantains sont utilisés comme aliment par les larves de quelques espèces de lépidoptères (papillons).
En raison de leurs rosettes de feuilles épaisses, élastiques, fibreuses, plaquées au sol, certains plantains (Plantago major, Plantago coronopus) résistent bien aux effets destructeurs du piétinement et au compactage du sol.
Leurs graines ont, par temps humide, un tégument qui se colle à tout ce qu'il touche, ce qui fait des plantains des adventices cosmopolites.

## Classification
Ce genre a été décrit pour la première fois en 1753 par le naturaliste suédois Carl von Linné (1707-1778).
C'est au genre Plantago (Psyllium) qu'appartiennent Plantago ovata Forssk., le plantain blond ou plantain des Indes, et Plantago psyllium L. (ou Plantago afra L.) appelé aussi plantain pucier ou plantain de Provence. Mais aujourd'hui, on utilise généralement pour ces deux espèces le terme générique psyllium ; psylliium blond pour le premier, aux graines claires, et psyllium brun pour le second, aux graines noirâtres (le mot psyllium vient du latin psylla qui signifie puce — psyllos en grec — du fait de la ressemblance des graines avec cet insecte)

### Synonymes
- Bougeria Decne.[8]
- Littorella P. J. Bergius[8]
- Psyllium Mill.[8]

## Liste d'espèces
Selon GRIN (22 septembre 2016) :
- Plantago afra L. — plantain psyllium
- Plantago albicans L.
- Plantago amplexicaulis Cav.
- Plantago arenaria Waldst. & Kit.
- Plantago argyrea E. Morris
- Plantago aristata Michx.
- Plantago aschersonii L.
- Plantago asiatica L.
- Plantago atrata Hoppe
- Plantago australis Lam.
- Plantago canescens Adams
- Plantago cordata Lam.
- Plantago coronopus L. — plantain corne de cerf
- Plantago debilis R. Br.
- Plantago depressa Willd.
- Plantago drummondii Decne.
- Plantago elongata Pursh
- Plantago erecta E. Morris
- Plantago hawaiensis (A. Gray) Pilg.
- Plantago helleri Small
- Plantago holosteum Scop. - plantain caréné
- Plantago hookeriana Fisch. & C. A. Mey.
- Plantago lagopus L. — plantain queue de lièvre
- Plantago lanceolata L. — plantain lancéolé
- Plantago macrocarpa Cham. & Schltdl.
- Plantago major L. — grand plantain
- Plantago maritima L. — plantain maritime
- Plantago media L. — plantain intermédiaire
- Plantago ovata Forssk. — plantain des Indes ou ispaghul
- Plantago patagonica Jacq.
- Plantago princeps Cham. & Schltdl.
- Plantago pusilla Nutt.
- Plantago rhodosperma Decne.
- Plantago rugelii Decne.
- Plantago sempervirens Crantz
- Plantago serraria L.
- Plantago subnuda Pilg.
- Plantago uniflora L.
- Plantago varia R. Br.
- Plantago virginica L.
- Plantago wrightiana Decne.

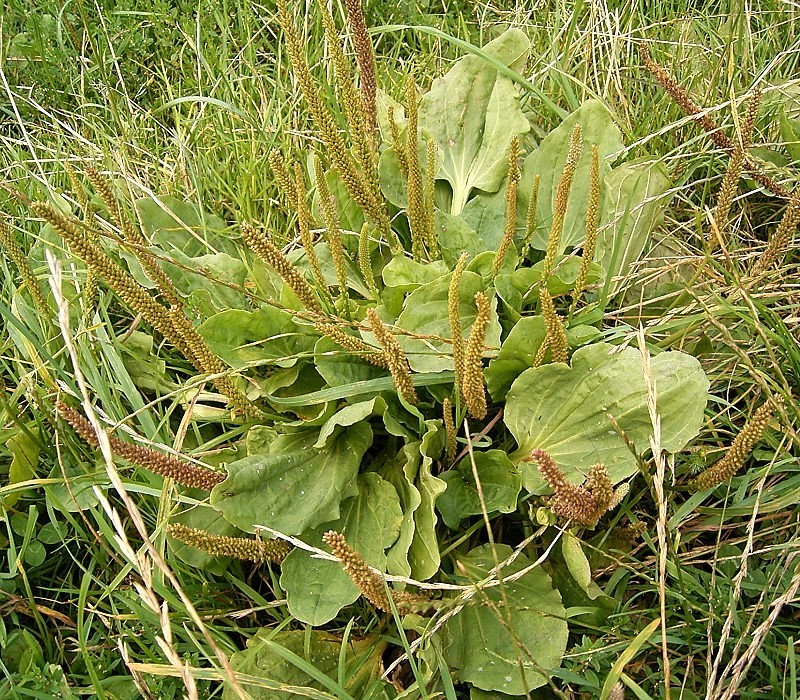
Grand plantain (Plantago major)
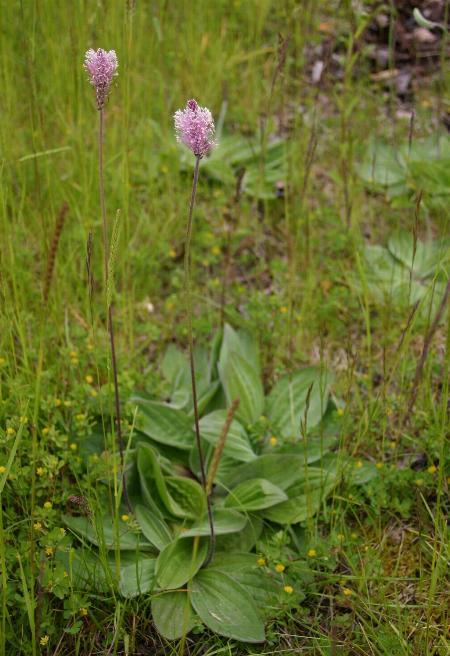
Plantain moyen (Plantago media)
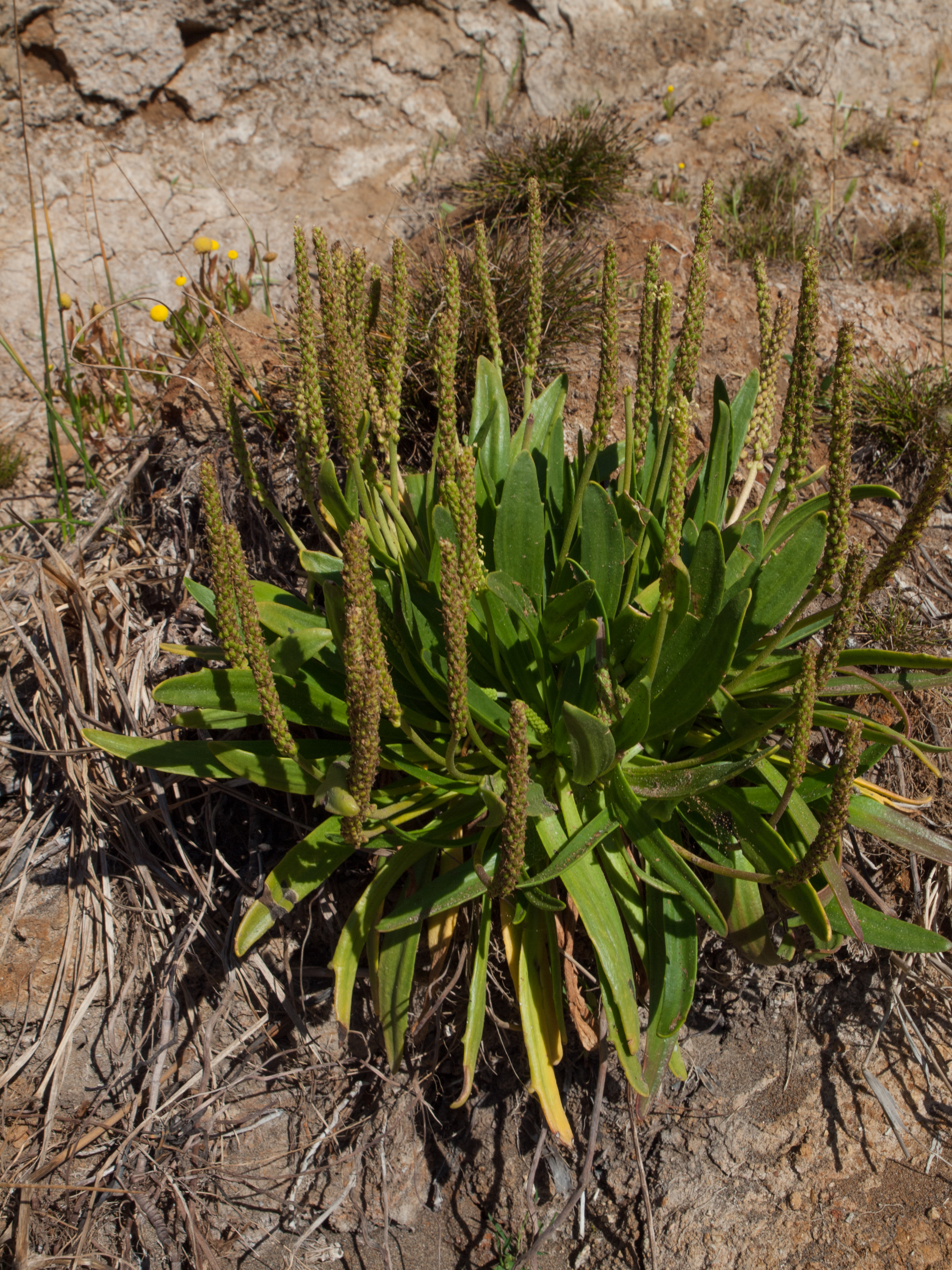
Plantain maritime (Plantago maritima)
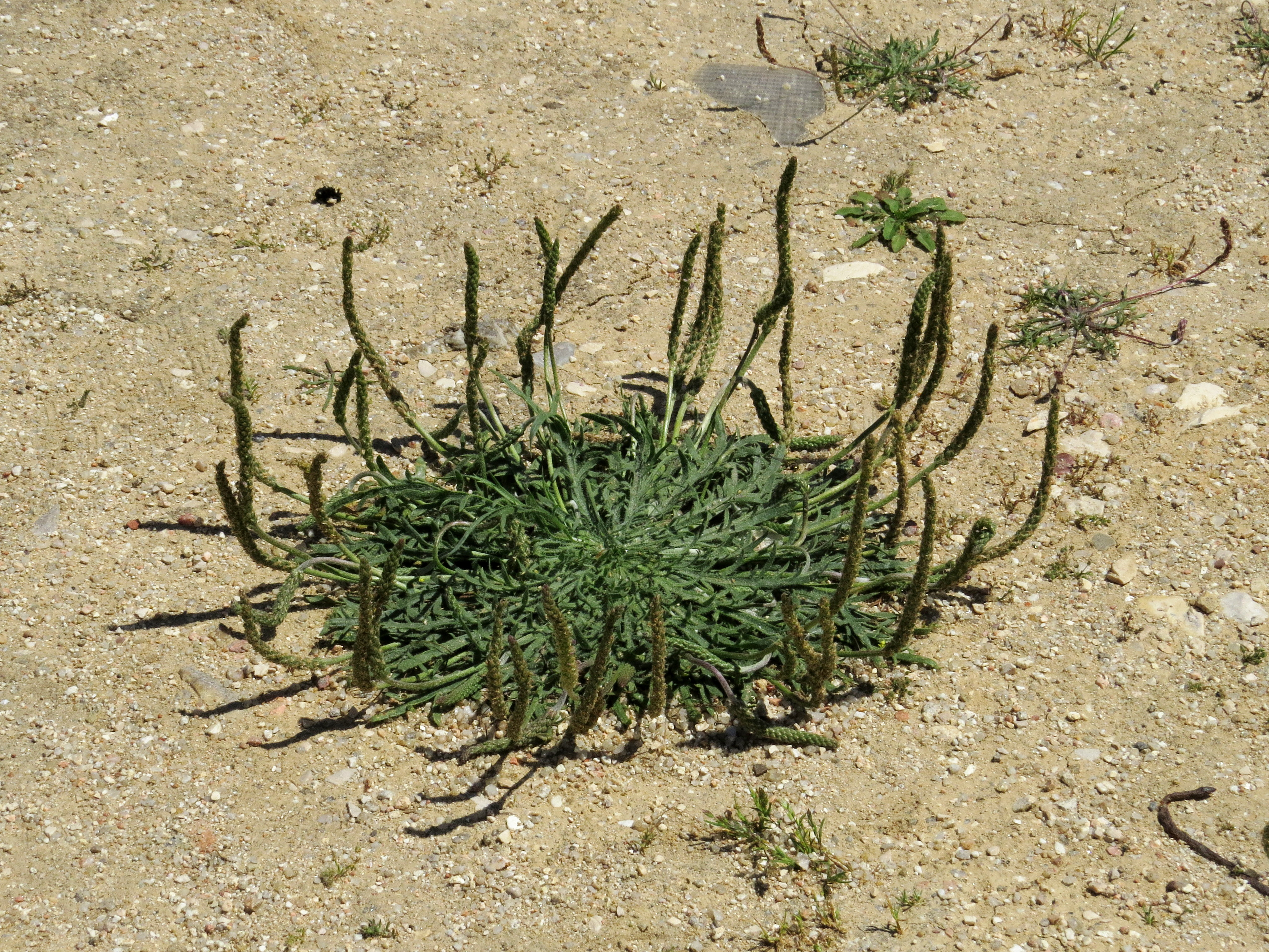
Plantain corne de cerf (Plantago coronopus)
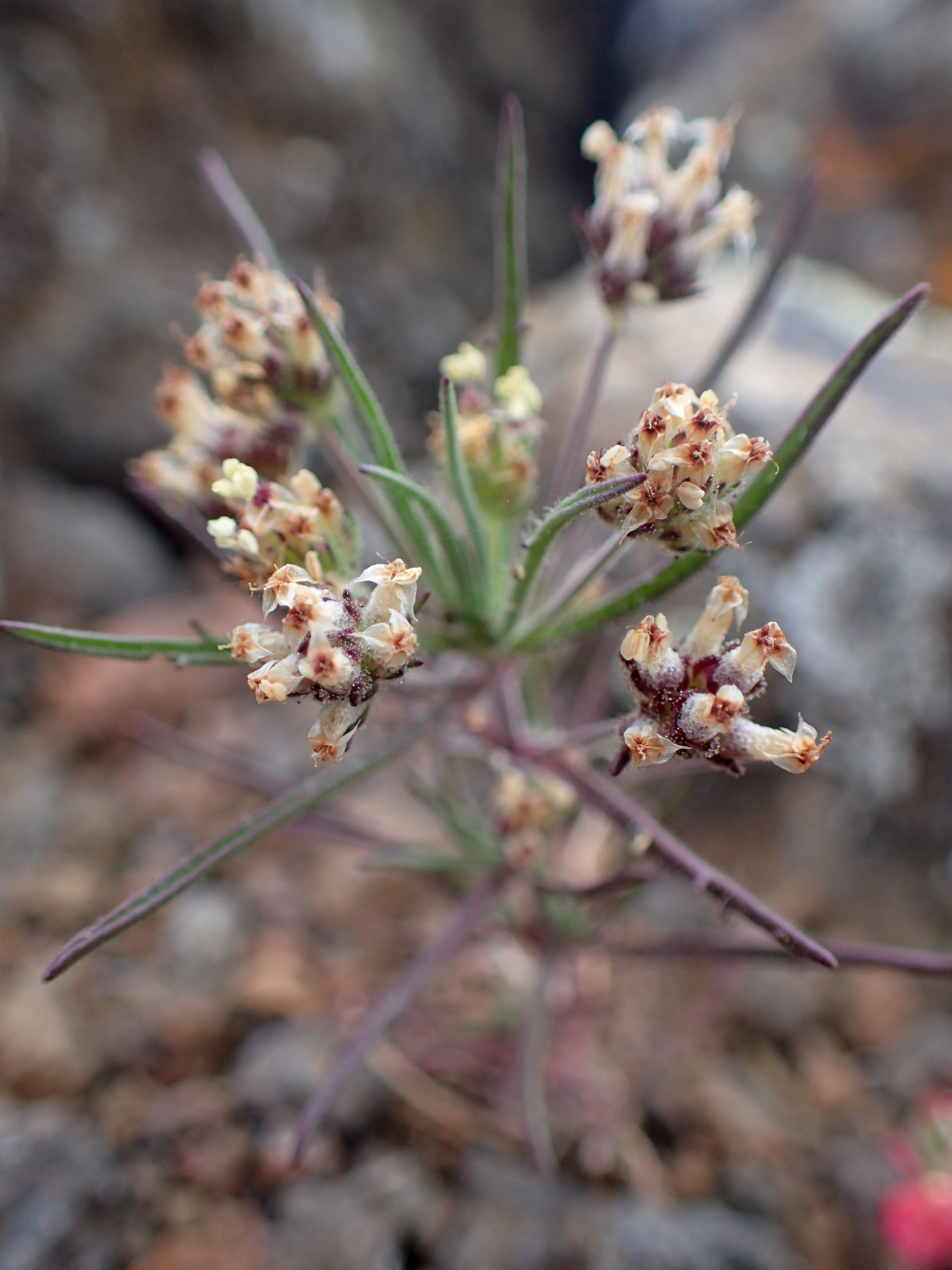
Plantain psyllium (Plantago afra)

Selon Tropicos (22 septembre 2016) (Attention liste brute contenant possiblement des synonymes) :
- Plantago abyssinica Hochst. ex A. Braun
- Plantago accrescens Pilg.
- Plantago adspersus Bernh.
- Plantago affinis Decne.
- Plantago afra L.
- Plantago africana Verdc.
- Plantago agrostophylla Decne.
- Plantago albicans L.
- Plantago alismatifolia Pilg.
- Plantago alopecurus Decne.
- Plantago alpina L.
- Plantago altissima L.
- Plantago amblyacme Pilg.
- Plantago americana (Fernald)
- Plantago amplexicaulis Cav.
- Plantago annua Ryding
- Plantago antarctica Decne.
- Plantago aquatilis Griseb.
- Plantago arabica Boiss.
- Plantago arachnoidea Schrenk ex Fisch. & C.A. Mey.
- Plantago arborescens Poir.
- Plantago arenaria Waldst. & Kit.
- Plantago argentea Chaix
- Plantago argentina Pilg.
- Plantago argyrea E. Morris
- Plantago argyrophylla Decne.
- Plantago aristata Michx.
- Plantago asiatica L.
- Plantago asplundii Pilg.
- Plantago atrata Hoppe
- Plantago australis Lam.
- Plantago barbata G. Forst.
- Plantago barneoudii Decne.
- Plantago bellardi L.
- Plantago bellardii All.
- Plantago bellidioides Decne.
- Plantago bernoulliana Vatke
- Plantago berroi Pilg.
- Plantago bicallosa Decne.
- Plantago biebersteinii Opiz
- Plantago bigelovii A. Gray
- Plantago bismarckii Niederl.
- Plantago boissieri Hausskn. & Bornm.
- Plantago bonariensis Steud.
- Plantago borealis Lange
- Plantago borysthenica Wissjul.
- Plantago brachypus Pilg.
- Plantago brachystachys Kuntze
- Plantago brasiliensis Sims
- Plantago bridgesii Decne.
- Plantago brunnea E. Morris
- Plantago buchtienii Pilg.
- Plantago bungei Steud.
- Plantago cafra Decne.
- Plantago californica Greene
- Plantago camtschatica Link
- Plantago candollei Rapin
- Plantago canescens Adams
- Plantago cantagallensis Zahlbr. ex Wawra
- Plantago capensis Thunb.
- Plantago capillaris E. Mey. ex Decne.
- Plantago cariacea Cham. & Schltdl.
- Plantago caricina Decne.
- Plantago carinata Schrad.
- Plantago carnosa Lam.
- Plantago catharinea Decne.
- Plantago caucasica T. Pop.
- Plantago caulescens S. Watson
- Plantago cavaleriei H. Lév.
- Plantago centralis Pilg.
- Plantago chilensis Rapin
- Plantago chubutensis Pilg.
- Plantago ciliata Desf.
- Plantago commersoniana Decne.
- Plantago commutata Guss.
- Plantago compsophylla Pilg.
- Plantago congesta Ruiz & Pav.
- Plantago cordata Lam.
- Plantago coriacea Cham. & Schltdl.
- Plantago cornuti Gouan
- Plantago coronopus L.
- Plantago correae Rahn
- Plantago corvensis Hassemer
- Plantago crassifolia Forssk.
- Plantago cretica L.
- Plantago crypsoides Boiss.
- Plantago cumingiana Fisch. & C.A. Mey.
- Plantago cupanii Guss.
- Plantago cylindrica Forssk.
- Plantago daltonii Decne.
- Plantago debilis R. Br.
- Plantago decipiens Barnéoud
- Plantago densa (ex Pilg.) Rahn
- Plantago densiflora J.Z. Liu
- Plantago denudata Pilg.
- Plantago depauperata Merr. & L.M. Perry
- Plantago depressa Willd.
- Plantago deserticola Phil.
- Plantago dielsiana Pilg.
- Plantago dombeyi Pilg.
- Plantago dregeana Decne.
- Plantago drummondii Decne.
- Plantago dubia L.
- Plantago dura E. Morris
- Plantago durvillei Delile ex Fisch. & C.A. Mey.
- Plantago echioides Decne.
- Plantago ecuadorensis Pilg.
- Plantago elongata Pursh
- Plantago erecta E. Morris
- Plantago eriophora Hoffmanns. & Link
- Plantago eriopoda Hoffmanns. & Link
- Plantago eriorrhiza Willd. ex Spreng.
- Plantago erosa Wall.
- Plantago evacina Boiss.
- Plantago exigua Murray
- Plantago extensa Pilg.
- Plantago famarae Svent.
- Plantago fastigiata E. Morris
- Plantago fengdouensis (Z.E. Zhao & Y. Wang) Y. Wang & Z.Y. Li
- Plantago fernandezia Bert. ex Barn.
- Plantago fiebrigii Pilg.
- Plantago filiformis Decne. ex A. DC.
- Plantago firma Kunze ex Walp.
- Plantago fischeri Engl.
- Plantago floccosa Decne.
- Plantago formosana Tateishi & Masam.
- Plantago frigida Willd. ex Schult.
- Plantago galapagensis Rahn
- Plantago galeottiana Decne.
- Plantago gayana Descaine
- Plantago gentianoides Sibth. & Sm.
- Plantago gigantea Decne.
- Plantago gigas H. Lév.
- Plantago glabrata Hook. f.
- Plantago glabriflora Sakalo
- Plantago glabrifolia
- Plantago glacialis B.G. Briggs, Carolin & Pulley
- Plantago gnaphalioides Nutt.
- Plantago godeti Beauverd
- Plantago gooddingii A. Nelson & P.B. Kenn.
- Plantago goudotiana Descaine
- Plantago graminea Willd. ex Schult.
- Plantago grandiflora Meyen
- Plantago grayana
- Plantago griffithii Decne.
- Plantago grisebachii Hieron.
- Plantago guilleminiana Decne.
- Plantago gunnii Hook. f.
- Plantago hartwegii Decne.
- Plantago hawaiensis Pilg.
- Plantago helleri Small
- Plantago heterophylla Nutt.
- Plantago hillebrandii
- Plantago hillii Pilg.
- Plantago himalaica Pilg.
- Plantago hirsuta Ruiz & Pav.
- Plantago hirtella Kunth
- Plantago hispida R. Br.
- Plantago hispidula Ruiz & Pav.
- Plantago holosteum Scop.
- Plantago hookeriana Fisch. & C.A. Mey.
- Plantago hostifolia Nakai & Kitag.
- Plantago humilior Pilg.
- Plantago humilis Guss.
- Plantago hybrida W.P.C. Barton
- Plantago hypoalasia Pilg.
- Plantago indica L.
- Plantago inflexa E. Morris
- Plantago insularis Eastw.
- Plantago intermedia Gilib.
- Plantago ispaghula Roxb. ex Fleming
- Plantago japonica Franch. & Sav.
- Plantago jehohlensis Koidz.
- Plantago johnstonii Pilg.
- Plantago jujuyensis Rahn
- Plantago juncoides Lam.
- Plantago kamtschatica Cham.
- Plantago kentuckensis Michx.
- Plantago komarovii Pavlov
- Plantago krajinai Pilg.
- Plantago krascheninnikovii C. Serg.
- Plantago kurtzii Pilg.
- Plantago lachnantha Bunge
- Plantago lacustris Cresp.
- Plantago lagocephala Bunge
- Plantago lagopus L.
- Plantago lamprophylla Pilg.
- Plantago lanata Lag. & Rodr.
- Plantago lanatifolia (J.M. Coult. & Fisher) Small ex E. Morris
- Plantago lanceolata L.
- Plantago lanuginosa Karnauch
- Plantago lasioneura Pilg.
- Plantago lasiothrix Kuntze
- Plantago latifolia Salisb.
- Plantago leiopetala Lowe
- Plantago leptophylla Decne.
- Plantago lessingii Fisch. & C.A. Mey.
- Plantago leucophylla Decne.
- Plantago limensis Pers.
- Plantago linearis Kunth
- Plantago litoraria Fourc.
- Plantago litorea Phil.
- Plantago loeflingii L.
- Plantago longissima Decne.
- Plantago lorata (J.Z. Liu) Shipunov
- Plantago lorentzii Pilg.
- Plantago lundborgii Sparre
- Plantago luzuloidea Decne.
- Plantago macbridei Pilg.
- Plantago macrantha Decne.
- Plantago macrocarpa Cham. & Schltdl.
- Plantago macronipponica Yamam.
- Plantago macropus Pilg.
- Plantago macrorhiza Poir.
- Plantago macrostachya Decne.
- Plantago major L.
- Plantago malato-belizii Lawalrée
- Plantago maritima L.
- Plantago masoniae Cheeseman
- Plantago maxima Juss. ex Jacq.
- Plantago media L.
- Plantago melanochrous Pilg.
- Plantago mexicana Link
- Plantago minima DC.
- Plantago minuta Pall.
- Plantago monanthos D'Urville
- Plantago mongolica Decne.
- Plantago montana Lam.
- Plantago monticola Decne.
- Plantago moorei Rahn
- Plantago multiceps Kunth
- Plantago muscicola Pilg.
- Plantago myosuros Lam.
- Plantago napiformis (Rahn) Hassemer
- Plantago neumannii Opiz
- Plantago niederleinii Pilg.
- Plantago nigritella Pilg.
- Plantago nitrophila A. Nelson
- Plantago nivea Kunth
- Plantago notata Lag.
- Plantago nubicola (Decne.) Rahn
- Plantago nubigena Kunth
- Plantago nuttallii Rapin
- Plantago obconica Sykes
- Plantago oblonga E. Morris
- Plantago obtusata Decne.
- Plantago obversa E. Morris
- Plantago occidentalis Decne.
- Plantago officinarum Crantz
- Plantago oliganthos Roem. & Schult.
- Plantago orbignyana Steinh. ex Decne.
- Plantago oreades Decne.
- Plantago orzuiensis Mohsenz., Nazeri & Mirtadz.
- Plantago ovata Forssk.
- Plantago pachyneura Steud.
- Plantago pachyphylla A. Gray
- Plantago palmata Hook. f.
- Plantago paradoxa Hook. f.
- Plantago paralias Decne.
- Plantago patagonica Jacq.
- Plantago pauciflora Gilib.
- Plantago peloritana Lojac.
- Plantago penantha Griseb.
- Plantago penyalarensis Pau
- Plantago perreymondii Barnéoud
- Plantago perssonii Pilg.
- Plantago pflanzii Pilg.
- Plantago philippica Cav.
- Plantago polyclada Pilg.
- Plantago polysperma Kar. & Kir.
- Plantago pretoana (Rahn) Hassemer
- Plantago princeps Cham. & Schltdl.
- Plantago pseudo-lusitanica Roem. & Schult.
- Plantago pseudomyosuros Pilg.
- Plantago psyllium L.
- Plantago pulvinata Speg.
- Plantago purpurascens Nutt.
- Plantago purpusii Brandegee
- Plantago purshii Roem. & Schult.
- Plantago pusilla Bunge
- Plantago pyrophila D. Villarroel & J.R.I. Wood
- Plantago radicata Hoffmanns. & Link
- Plantago rahniana Hassemer & R. Trevis.
- Plantago rancaguae Steud.
- Plantago refracta Pilg.
- Plantago remota Lam.
- Plantago reniformis Beck
- Plantago retrorsa Greene
- Plantago rhodosperma Decne.
- Plantago rigens Willd. ex Schult.
- Plantago rigida Kunth
- Plantago rigidiuscula D. Dietr.
- Plantago robusta Roxb.
- Plantago rojasii Pilg.
- Plantago rugelii Decne.
- Plantago rugosa Hochst.
- Plantago salsa Pall.
- Plantago samojedorum Gand.
- Plantago sawadai (Yamam.) Yamam.
- Plantago saxatilis M. Bieb.
- Plantago scabra Moench
- Plantago scariosa E. Morris
- Plantago schiedeana Decne.
- Plantago schneideri Pilg.
- Plantago schrenkii C. Koch
- Plantago schwarzenbergiana Schur
- Plantago scopulorum Pavlova
- Plantago sempervirens Crantz
- Plantago sempervivoides Dusén
- Plantago septata E. Morris
- Plantago sericea Ruiz & Pav.
- Plantago serpentina All.
- Plantago serraria L.
- Plantago shastensis Greene
- Plantago sibirica Poir.
- Plantago sinuata Lam.
- Plantago sodiroana Pilg.
- Plantago sparsiflora Michx.
- Plantago speciosa E. Morris
- Plantago spinulosa Decne.
- Plantago squalida Salisb.
- Plantago squarrosa Murray
- Plantago stenophylla Merr. & L.M. Perry
- Plantago stepposa Kuprian.
- Plantago stricta Schousb.
- Plantago strictissima L.
- Plantago stuckertii Pilg.
- Plantago subnuda Pilg.
- Plantago subpolaris Andrejev
- Plantago subspathulata Pilg.
- Plantago subtrinervis Phil.
- Plantago subulata L.
- Plantago tacnensis Pilg.
- Plantago tanalensis Baker
- Plantago tandilensis (Pilg.) Rahn
- Plantago tarattothrix Pilg.
- Plantago taraxacoides Pilg.
- Plantago tarijensis Pilg.
- Plantago tasmanica Hook. f.
- Plantago tatarica Decne.
- Plantago tehuelcha Speg.
- Plantago tehuydllcha Speg.
- Plantago tenuiflora Waldst. & Kit.
- Plantago tenuipala (Rahn) Rahn
- Plantago tetrantha E. Morris
- Plantago tibetica Hook. f.
- Plantago togashii Miyabe & Tatew.
- Plantago tolucensis Pilg.
- Plantago tomentosa Lam.
- Plantago triandra Berggr.
- Plantago triantha Spreng.
- Plantago trichophora L.M. Perry
- Plantago trinitatis Rahn
- Plantago truncata Cham. & Schltdl.
- Plantago tubulosa Decne.
- Plantago tumida Cham. & Schltdl.
- Plantago turficola Rahn
- Plantago tweedyi A. Gray
- Plantago uliginosa F.W. Schmidt
- Plantago uncialis Decne.
- Plantago uniglumis
- Plantago urvillei Opiz
- Plantago valida Pilg.
- Plantago valparadisiaca Decne.
- Plantago varia R. Br.
- Plantago ventanensis Pilg.
- Plantago venturii Pilg.
- Plantago veratrifolia Decne.
- Plantago verticillata E. Morris
- Plantago vestita Roem. & Schult.
- Plantago villifera Franch.
- Plantago virginica L.
- Plantago webbii Barnéoud
- Plantago weberbaueri Pilg.
- Plantago weddelliana Decne.
- Plantago weldenii Rchb.
- Plantago winteri Wirtg.
- Plantago wrightiana Decne.
- Plantago wyomingensis Gand.
- Plantago xorullensis Kunth
- Plantago yakushimensis Masam.

## Usages

### Alimentaire
Une dizaine d'espèces ont des feuilles d'assez grande taille et relativement tendres pour être consommées (P. alpina, P. coronopus, P. lanceolata, P. media, P. major). Jeunes, elles peuvent se manger crues, dans les salades, et ont un goût prononcé d'abord amer puis qui ressemble à celui d'un champignon, le bolet, mais certaines personnes sont rebutées par son odeur peu appétissante. Les feuilles plus âgées filandreuses, notamment celles à l'extérieur de la rosette (celles à l'intérieur sont trop coriaces), sont meilleures cuites, en particulier dans les soupes, les risottos, les pestos ou d'autres façons gastronomiques de les déguster (soufflé, plantain au vin blanc, etc). Les fleurs non écloses (boutons floraux) peuvent être mangées crues ou cuites à la poêle, voire préparées comme des câpres. Les graines séchées peuvent servir à parsemer un jus ou une soupe. Les jeunes épis au goût de noisette peuvent être ajoutés aux salades,.

### Pharmacopée

#### Composant actifs
Les plantains contiennent de nombreux composés chimiques d'intérêt pharmaceutiques, qui en font une véritable « trousse à pharmacie » de la nature selon François Couplan. Les espèces les plus courantes et les plus utilisées par la pharmacopée traditionnelle sont Plantago Major et Plantago Lanceolata.
Ils possèdent des polysaccharides (dont de l'arabinogalactane), des mucilages, des iridoïdes, des phényléthanoïdes, des flavonoïdes (dont de l'apigénine), des tanins, et des acides phénols.
| Composé          | % de composé actif      | Remarques                                                                 |
| ---------------- | ----------------------- | ------------------------------------------------------------------------- |
| Phényléthanoïdes | 1,5 % dans les feuilles | exprimés par la pharmacopée européenne en actéosides                      |
| Iridoïdes        | 2-3 % dans les feuilles | dont de l'aucuboside, du catalpol, de l'aspéruloside et de la globularine |
| mucilages        | 2-6,5 %                 | hydrolysés en acide galacturonique, en galactose et en arabinose          |

#### Usages thérapeutiques traditionnels
Toutes les variétés de plantains ont eu et ont encore un usage interne (dans l'alimentation ou en diététique) et surtout des usages externes (cataplasme, crème ou baume, macérat huileux) traitant notamment les inflammations de la peau ou des muqueuses. Le suc frais extrait des feuilles (au printemps, à la floraison) sert à diverses préparations, notamment des collyres (sous forme d'hydrolat).
La racine est récoltée et broyée pour préparer des cataplasmes anti-infectieux.
Tous les plantains calment les piqûres d'insectes (moustiques, abeilles, frelons, guêpes, taons) ; leurs composés anti-inflammatoire et antihistaminique neutralisent l’effet du venin et la réponse allergique. Il suffit d'apposer une feuille de plantain préalablement froissé entre les doigts ou la mâcher, pour en extraire le jus. Cette feuille est appliquée, comme une compresse, sur les piqûres (d'insectes ou d'ortie). L'application peut être renouvelée (toutes les quinze minutes par exemple),.
À titre d'exemple, une étude ethnobotanique publiée en 1984, relative aux usages des plantes dans la vie quotidienne du début du XXe siècle à Bagnes témoigne que les feuilles de plantain, éventuellement macérées dans de l'eau-de-vie, servaient encore à désinfecter et cicatriser des plaies. Et en compresses, les feuilles écrasées soulageaient les piqûres d'abeilles ou de guêpes. Elles avaient aussi un usage vétérinaire (ex. : « appliquées hachées, elles guérissent la masœuva (nom désignant dans le patois local l'abcès au pied chez le bétail) ; la tisane de feuilles et de fleurs soigne la diarrhée des veaux » ; « en hiver, les fleurs sèches servent de nourriture pour les oiseaux ».
L'analyse d'extrait aqueux d'échantillons de la partie aérienne de Plantago albicans L. prélevés dans la région d'Oued Souf (Sahara algérien) a montré la présence d'alcaloïdes et stérols, mais aussi surtout de polyphénols, qui confèrent un fort effet anti-inflammatoire à cette plante (meilleure que celle du médicament de référence utilisé par l'étude), ainsi qu'un effet antipyrétique significatif.

#### Usages pharmacologiques
Les plantains sont reconnus pour être anti-inflammatoires (grâce notamment à l'apigénine), antitussifs et mucolytiques. La plante est donc intéressante pour les inflammations des voies aériennes. Elle a également un bon pouvoir anti-bactérien et elle est immuno-modulante (grâce aux polysaccharides).
Plantago ovata est aujourd'hui utilisé pour les propriétés mucilagineuses du tégument de ses graines, qui présente un grand intérêt dans de nombreuses pathologies intestinales. On le retrouve dans la composition de plusieurs préparations pharmaceutiques, comme Metamucil ou Spagulax, mais il est de plus en plus vendu sous sa forme naturelle en magasins diététiques. Le mucilage gonfle au contact de l'eau et donne une consistance idéale aux selles. C'est un laxatif de lest - il n'est pas absorbé par l'organisme et ne présente donc aucun intérêt nutritionnel. De nombreux travaux scientifiques ont aussi démontré qu'il améliore le taux de cholestérol, ce qui a conduit la FDA (l'Agence américaine des produits alimentaires et médicamenteux) à autoriser les fabricants de céréales pour le petit-déjeuner à mentionner cette allégation de santé sur leurs emballages.

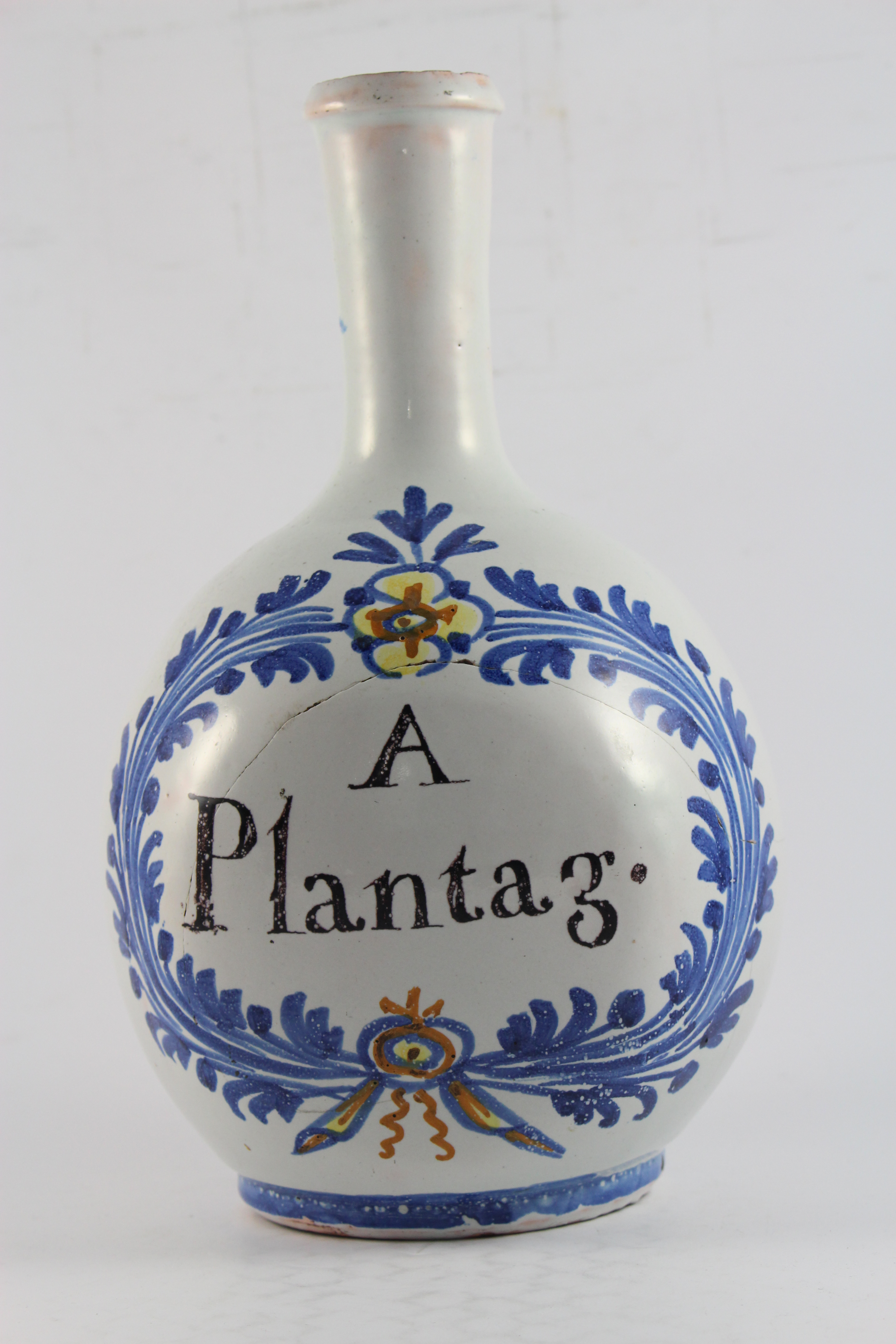
Flacon de porcelaine de l'apothicairerie des Hospices civils de Lyon contenant de l'eau de plantain.
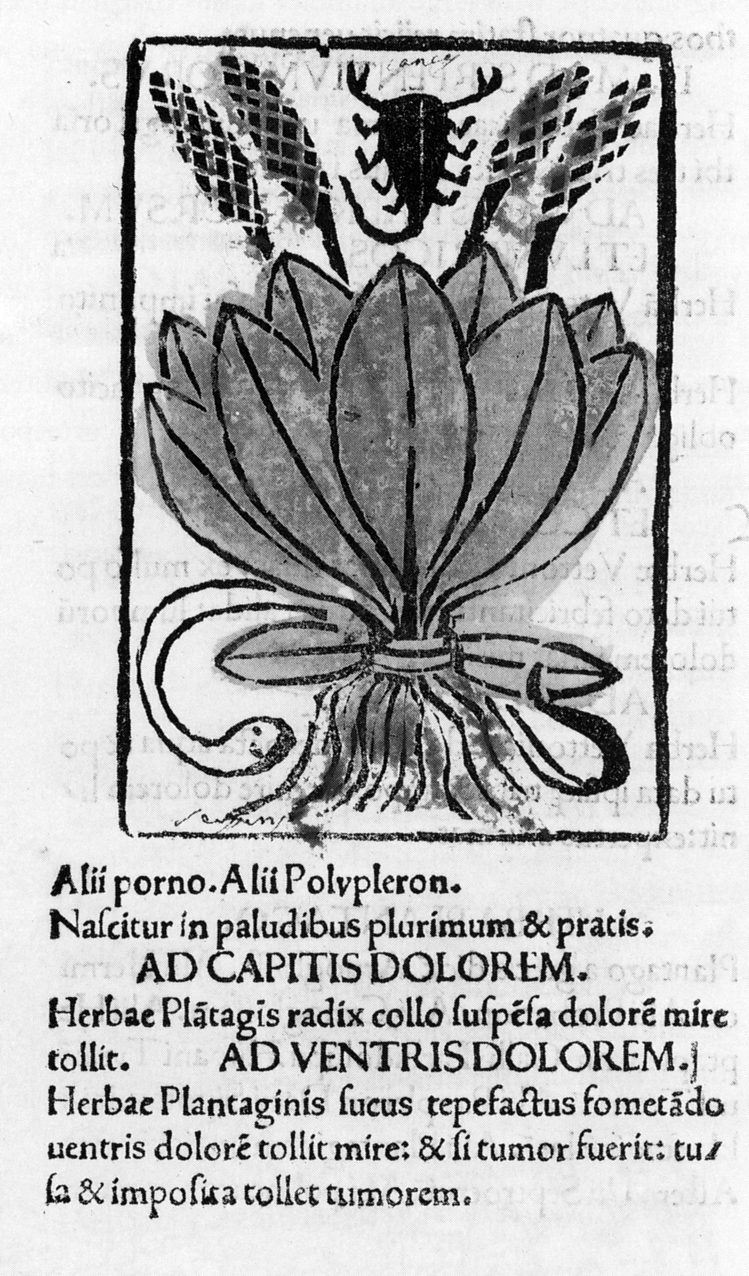
Illustration de plantain, Pseudo-Apulieus le recommande pour soigner les piqûres de scorpion et les morsures de serpent.

## Allergie
Le pollen du plantain fait partie des pollens allergisants.